# Schwadengabe
Unter der Schwadengabe oder Wrasen versteht man das Zuführen von Wasserdampf (Schwaden) beim Einschieben von Teiglingen in den Backofen.

## Wirkung
Hefeteiglinge, die aus dem Gärraum kommen, haben eine Oberflächentemperatur von zirka 30 °C. Der zu Beginn des Backvorgangs in den Backofen eingeführte Wasserdampf ist über 100 °C heiß und kondensiert auf der kühleren Oberfläche der Teiglinge; dadurch setzt sich Wasser auf der Teigoberfläche ab (Kondensation).
Dies hat entscheidende Vorteile:

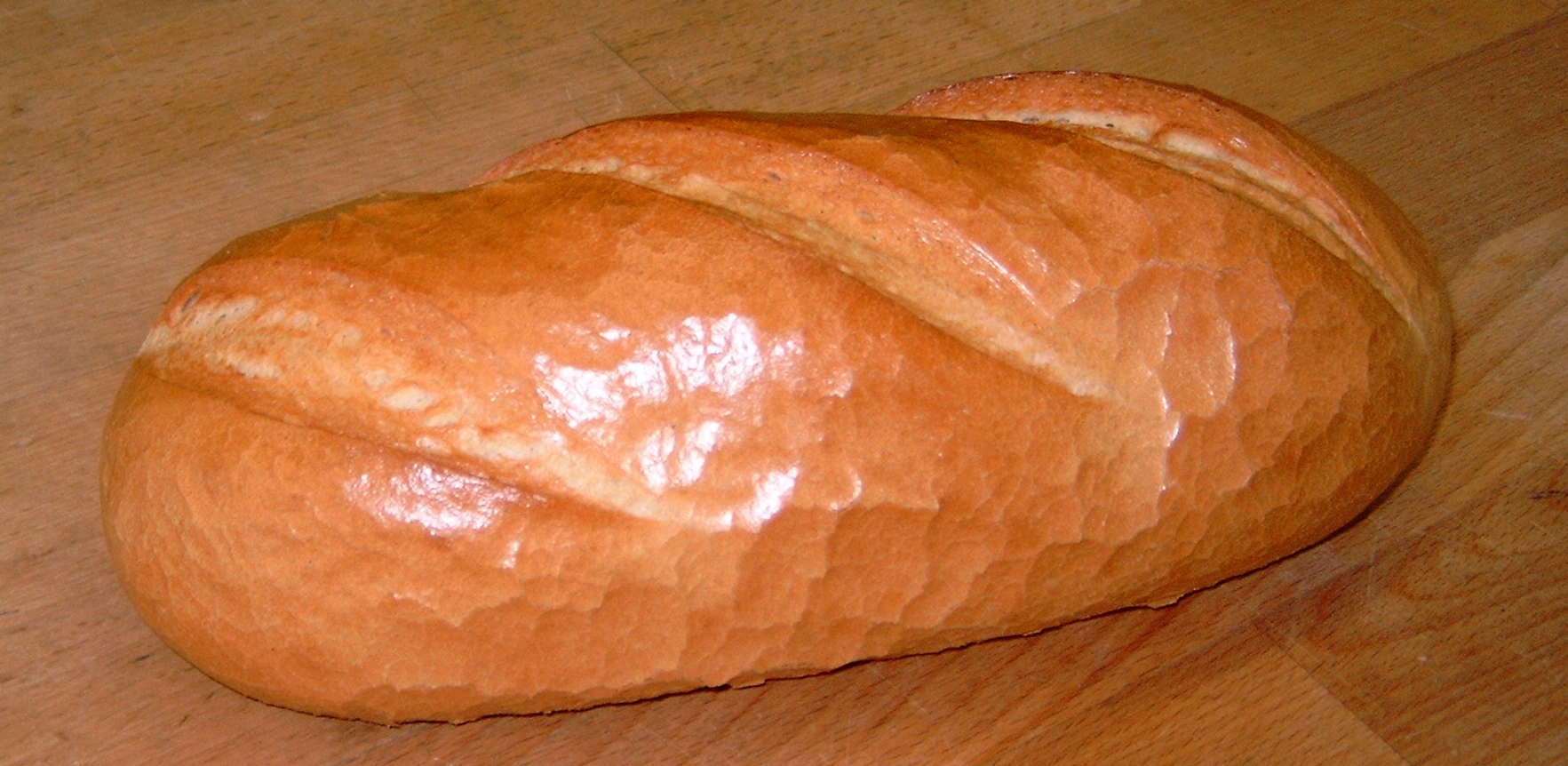
Weizenbrot nach guter Schwadengabe

1. Die Teiglingsoberfläche bleibt elastisch, da die Verkrustung erst nach Verdampfen des kondensierten Wassers beginnt.
2. Das Teigvolumen kann zu Beginn des Backens deutlich zunehmen (Ofentrieb), ohne dass die Teiglingsoberfläche sofort einreißt.
3. Die Kruste des fertigen Gebäcks wird stärker gebräunt (Dextrine lösen sich in Wasser).
4. Die Kruste bekommt einen angenehmen Glanz.

Durch die Hitze entwickeln die Hefezellen (bis ca. 50 °C) eine starke Gasbildungstätigkeit (CO2). Der zweite Grund für die Volumenzunahme der Teiglinge ist die proportionale Ausdehnung des vorhandenen Gärgases durch die Hitze (Gasgesetz von Gay-Lussac). Dadurch erhöht sich der Druck im Inneren des Teiglings, wodurch das Gebäckvolumen deutlich zunimmt.
Die Feuchtigkeit sorgt auch für die Dextrinbildung, welche den optischen Eindruck (glänzende Oberfläche), aber auch zur Geschmacksbildung beiträgt. Dextrine wandern nach dem Backen beim Abkühlen durch den entstehenden Unterdruck in die Krume und beeinflussen so den Geschmack des Gebäcks; dieser Effekt ist besonders bei Weizengebäck (Brötchen) wichtig.

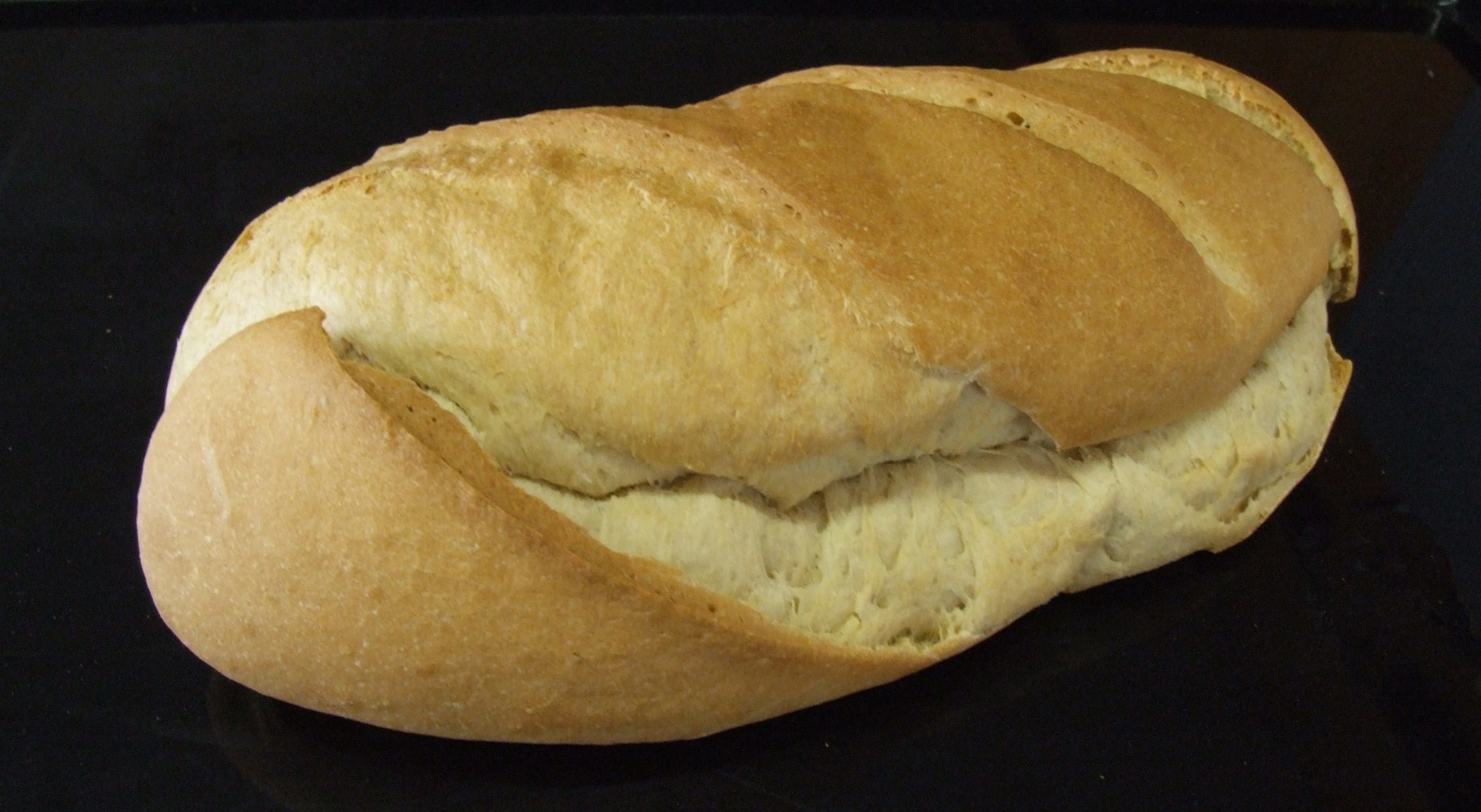
Weizenbrot ohne Schwadengabe mit aufgerissener und stumpfer Kruste

Unterbleibt die Schwadengabe, bleibt das Gebäck klein und glanzlos. Es entstehen Risse, also unkontrollierter Ausbund. Der Effekt wird aber bei bestimmten, rustikalen Brotsorten genutzt. Sie werden ohne Dampf gebacken, wobei Schnitte gezielt gemacht werden, wo der Ausbund entstehen soll. An dieser Stelle springt das Gebäck auf, womit Oberfläche und Kruste vergrößert werden.
Mit der Schwadengabe können zum Teil auch Gebäckfehler vermieden werden. Ist zum Beispiel der Teig zu stark gegärt, kann mit verminderter Schwadengabe das Gebäck noch gerettet werden, da die Gärgase über die Oberfläche entweichen können.
Gebäcke, die nicht mit Schwadengabe gebacken werden:
- Laugengebäcke (Laugenbrezel, Laugenbrötchen)
- Gebäcke, die mit Eigelb bestrichen werden
- Sand- und Rührmassen
- Gebäcke aus Mürbteig
- Lebkuchen
- Blätterteig

## Technik
In den Backöfen der Bäcker sind Systeme zur Schwadenerzeugung integriert, die in den ersten 60 Sekunden des Backens mehrere Liter Wasser verdampfen können (Kaskadensysteme). So ist es möglich, auch große Backflächen gleichmäßig und schnell zu bedampfen. Da die Dampfbildung explosionsartig verläuft (1 ℓ Wasser ergibt bei einem Druck von 1 bar und einer Temperatur von 100 °C ca. 1700 ℓ Dampf), muss die Backkammer unbedingt eine Überdruckklappe besitzen. Durch diese Klappe kann überschüssiger Dampf entweichen, ebenso der beim Backen entstehende Dampf. Zur besseren Ausbildung der Kruste kann der Bäcker eine Entschwadungsklappe öffnen (den „Zug“ ziehen), damit der Wasserdampf, vornehmlich gegen Ende des Backvorgangs, noch besser entweichen kann. Sie dient damit der Regulierung des Wasserdampfgehaltes in der Backkammer. Bei Brötchen z. B. bleibt die Schwadenklappe während der gesamten Backzeit bis kurz vor Ende geschlossen. Bei stark roggenhaltigen Broten (> 70 %) muss dagegen nach ca. 2–3 min Backzeit die Schwadenklappe für ca. 10 min geöffnet werden, um die sogenannten Schwadenrisse zu vermeiden.
Normale Haushaltsbacköfen besitzen diese Vorrichtungen nicht. Zur Dampfbildung können ein oder zwei Tassen Wasser in den Garraum gestellt oder auf ein zusätzlich eingeschobenes Backblech gegossen werden.
Manche neuere Modelle bieten inzwischen die Möglichkeit, beim Backen Dampf einzublasen. Von den Herstellern wird dies unter anderem als Klimagaren bezeichnet. 
Gewerbliche Küchen arbeiten häufig mit Kombidämpfern, die sich mit gewissen Einschränkungen auch zum Backen eignen.